# Mihai Covaliu
Mihai Claudiu Covaliu (* 5. listopadu 1977 Brašov, Rumunsko) je bývalý rumunský sportovní šermíř, který se specializoval na šerm šavlí. Rumunsko reprezentoval v devadesátých letech a v prvních letech nového tisíciletí. Na olympijských hrách startoval v roce 1996, 2000, 2004 a 2008 v soutěži jednotlivců a družstev. V soutěži jednotlivců získal na olympijských hrách 2000 zlatou a na olympijských hrách 2008 bronzovou olympijskou medaili. V roce 2005 získal titul mistra světa v soutěži jednotlivců. S rumunským družstvem šavlistů vybojoval v roce 2001 třetí místo na mistrovství světa a v roce 2006 první místo na mistrovství Evropy.